# Биосферный заповедник
Биосфе́рный запове́дник (биосферный резерват) — особо охраняемая природная территория, создаваемая с целью сохранения природных экосистем и генофонда данного региона, изучения и мониторинга природной среды в нём и на примыкающих к нему территориях. Биосферные заповедники создаются на основании международных и национальных программ под эгидой ЮНЕСКО. Организация ЮНЕСКО включила в единую всемирную сеть 669 национальных природных биосферных заповедника.

## История создания биосферных заповедников

Количество биосферных заповедников по странам

В 1972 году после Конференции ООН по проблемам окружающей среды создание биосферных заповедников стало частью программы «Земной патруль», осуществляемой в рамках Программы ООН по окружающей среде «ЮНЕП». Затем в рамках программы ЮНЕСКО «Человек и биосфера» была разработана концепция биосферного заповедника. В мае 1974 г. Советский Союз посетил президент США Ричард Никсон, и 7 июля 1974 года было подписано совместное советско-американское соглашение о сотрудничестве. Согласно разделу о совместной защите окружающей среды, Советский Союз и США выделяли на своей территории места для создания биосферных заповедников. Обсуждение шагов по практической реализации этого решения проходило в Москве в мае 1976 года на первом советско-американском симпозиуме по биосферным заповедникам. Предполагалось создать в обеих странах равное количество заповедников-аналогов, размещаемых в сходных природно-климатических условиях, что позволяло проводить мониторинг окружающей среды и оценивать влияние антропогенной деятельности человека на животный и растительный мир.
По результатам этого симпозиума председатель Научного совета по проблемам биосферы АН СССР А. П. Виноградов поручил И. П. Герасимову, В. Е. Соколову и Ю. А. Израэлю подготовить предложения об организации сети биосферных заповедников в Советском союзе. В подготовленной учеными рабочей записке предлагалось сначала создать пять биосферных заповедников: Центрального лесостепного (образовывался из Курской полевой станции Института географии АН СССР и Центрально-Чернозёмного заповедника), Среднеазиатского пустынного (размещался в пустыне Каракумы), Южносибирского таёжного (в районе озера Байкал), Восточносибирского таёжного (на территории Якутии) и Арктического (Земля Франца-Иосифа). Для возможности проведения фоновых наблюдений за состоянием биосферы на глобальном уровне заповедники предлагалось размещать в различных частях континентов. Количество создаваемых в Советском союзе биосферных заповедников и их размещение согласовывалось с американской стороной и с представителями ЮНЕСКО. В октябре 1978 года на ответной встрече в США советские ученые согласовали с американскими коллегами размещение биосферных заповедников. Американские ученые не поддержали советских коллег в первоначальном выборе территорий для размещения биосферных заповедников. В результате согласования было решено создать на территории Советского союза семь первых биосферных заповедников: Березинский, Кавказский, Сары-Челекский, Сихотэ-Алиньский, Репетекский, Приокско-Террасный и Центрально-Чернозёмный.

## Концепция биосферного заповедника
Согласно Положению о Всемирной сети биосферных резерватов «Сеть является инструментом сохранения биологического разнообразия и устойчивого использования его компонентов, внося таким образом вклад в достижение целей Конвенции о биологическом разнообразии и других соответствующих конвенций и актов.».
Биосферные заповедники создают на базе природных заповедников, национальных природных парков с включением в их состав территорий и объектов природно-заповедного фонда других категорий и земель.
Для разных территорий биосферных заповедников устанавливается дифференциальный режим охраны. Биосферные заповедники имеют три взаимосвязанные зоны, которые направлены на выполнение трёх дополняющих и усиливающих друг друга функций:
1. заповедная (основная), которая предназначена для сохранения и восстановления наиболее ценных природных и минимально нарушенных антропогенными факторами природных комплексов, генофонда растительности и животного мира;
2. буферная, которая окружает заповедную зону или примыкает к ней, выделяется с целью предотвращения негативного воздействия на заповедную зону хозяйственной деятельности на прилегающих территориях;
3. переходная (или антропогенных ландшафтов) является частью заповедника и объединяет территории с земле-, лесо-, водопользованием, поселениями, рекреацией и другими видами хозяйственной деятельности.

Биосферные заповедники могут содержать территории с регулируемым заповедным режимом (региональные ландшафтные парки, заказники, заповедные урочища).
Особенностью биосферных заповедников является тот факт, что научные исследования, наблюдения за состоянием окружающей природной среды и другая деятельность осуществляются на международном уровне.

## Биосферные заповедники в разных странах
По данным ЮНЕСКО, в мире имеется 669 биосферных заповедников в 120 странах, в том числе 16 трансграничных объектов. Они распределены на Земле следующим образом:
- 70 в 28 странах Африки
- 30 в 11 странах в арабских государствах
- 142 в 24 странах Азии и Тихого океана
- 302 в 36 странах в Европе и Северной Америке
- 125 в 21 странах Латинской Америки и Карибского бассейна.

Биосферные заповедники России
1. Алтайский государственный природный биосферный заповедник
2. Астраханский биосферный заповедник, 1984
3. Байкальский биосферный заповедник, 1986
4. Баргузинский биосферный заповедник, 1986
5. Брянский лес, государственный природный биосферный заповедник
6. Висимский государственный природный биосферный заповедник, 2001
7. Волжско-Камский государственный природный биосферный заповедник
8. Воронежский биосферный заповедник, 1984
9. Дарвинский государственный биосферный природный заповедник, 2002
10. Даурский биосферный заповедник, 1997
11. Жигулевский государственный природный биосферный заповедник имени И. И. Спрыгина
12. Кавказский государственный биосферный заповедник, 1978
13. Катунский биосферный заповедник, 2000
14. Керженский государственный природный биосферный заповедник
15. Командорский государственный биосферный заповедник, 2002
16. Кроноцкий государственный биосферный заповедник, 1984
17. Лапландский природный биосферный заповедник, 1984
18. Окский биосферный заповедник, 1985
19. Печоро-Илычский биосферный заповедник, 1984
20. Приокско-Террасный биосферный заповедник, 1978
21. Саяно-Шушенский биосферный заповедник, 1984
22. Сихотэ-Алинский биосферный заповедник, 1978
23. Сохондинский государственный природный биосферный заповедник
24. Таймырский биосферный заповедник, 1996
25. Тебердинский государственный природный биосферный заповедник, 1997
26. Биосферный заповедник Убсунурская котловина, 1997
27. Центрально-Лесной биосферный заповедник, 1985
28. Центрально-Чернозёмный биосферный заповедник, 1978
29. Центральносибирский биосферный заповедник, 1986
30. Биосферный заповедник Чёрные земли, 1993
31. Ханкайский заповедник
32. Башкирский Урал
33. Дальневосточный морской заповедник
34. Кедровая Падь
35. Кенозерский национальный парк
36. Национальный парк Смоленское Поозерье

Биосферные заповедники США:
- Хавайи-Волкейнос

Биосферные заповедники Узбекистана:
- Нижне-Амударьинский биосферный резерват[11]